# Світильнівська сільська рада
Світильнівська сільська рада — орган місцевого самоврядування у Броварському районі Київської області з адміністративним центром у с. Світильня.

## Загальні відомості
Історична дата утворення: в 1945 році.
Київська обласна рада рішенням від 7 липня 1992 року у Броварському районі уточнила назву Світильнянської сільської ради на Світильнівську.
Загальна площа землі в адмінмежах Світильнівської сільської ради — 5246,3 га. Водоймища на території, підпорядкованій даній раді: р. Трубіж.
Адреса 07444, Київська обл., Броварський р-н, с. Світильня, вул. Корольова, 2.

## Населені пункти
Сільській раді підпорядковані населені пункти:
- с. Світильня
- с. Гребельки

## Склад ради
Рада складається з 16 депутатів та голови.